# Municipio de Washington (condado de Webster, Iowa)
El municipio de Washington (en inglés: Washington Township) es un municipio ubicado en el condado de Webster en el estado estadounidense de Iowa. En el año 2010 tenía una población de 699 habitantes y una densidad poblacional de 6,09 personas por km².

## Geografía
El municipio de Washington se encuentra ubicado en las coordenadas 42°25′25″N 93°59′56″O / 42.42361, -93.99889. Según la Oficina del Censo de los Estados Unidos, el municipio tiene una superficie total de 114.84 km², de la cual 114,54 km² corresponden a tierra firme y (0,26 %) 0,3 km² es agua.

## Demografía
Según el censo de 2010, había 699 personas residiendo en el municipio de Washington. La densidad de población era de 6,09 hab./km². De los 699 habitantes, el municipio de Washington estaba compuesto por el 97,14 % blancos, el 0,43 % eran afroamericanos, el 0,43 % eran asiáticos y el 2 % eran de una mezcla de razas. Del total de la población el 0,72 % eran hispanos o latinos de cualquier raza.